# Nele Wohlatz

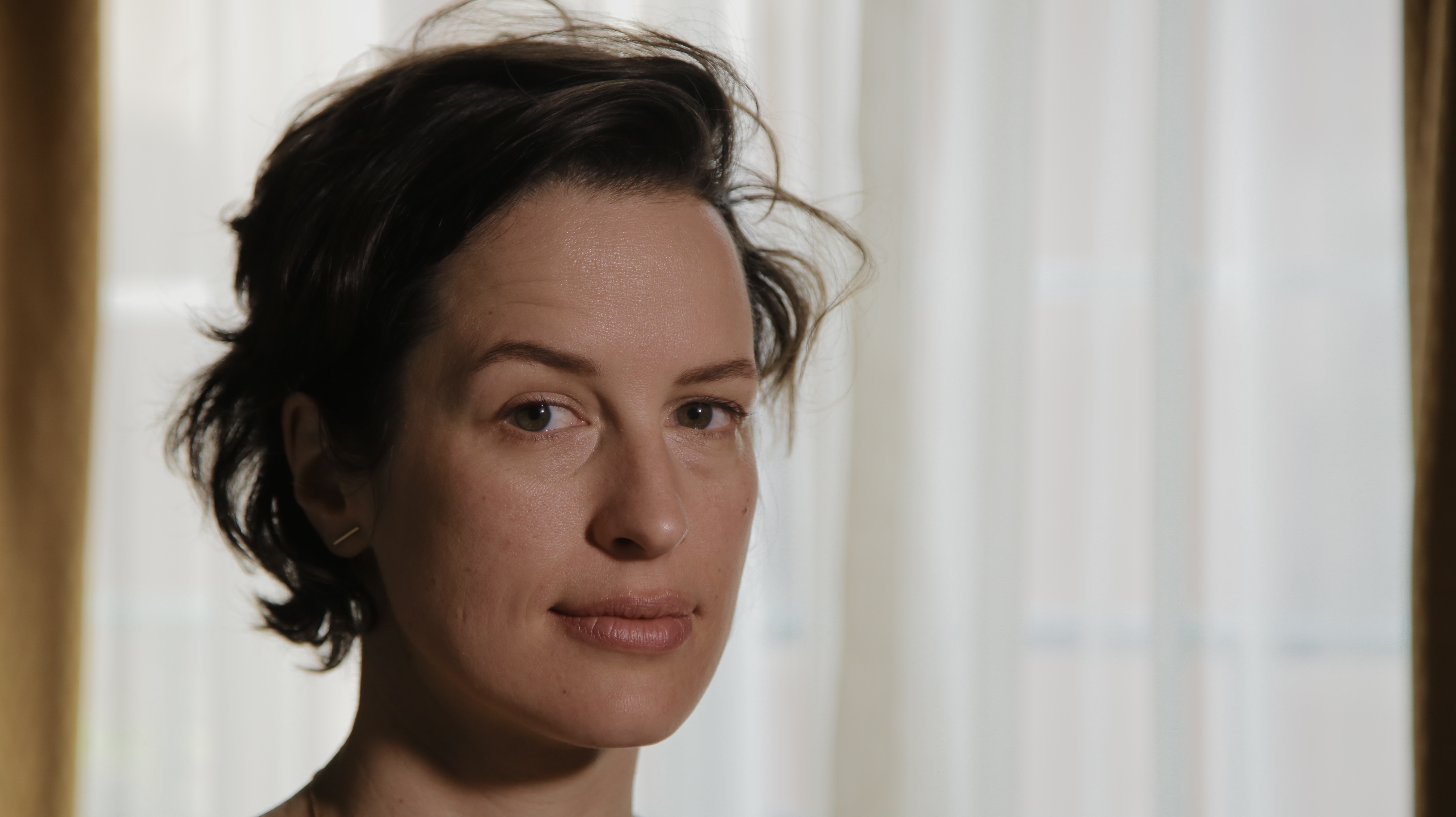
Nele Wohlatz (2017)

Nele Wohlatz (* 1982 in Hannover) ist eine deutsche Regisseurin und Drehbuchautorin.

## Biografie
Sie studierte bildende Kunst und Literatur in Braunschweig, danach von 2003 bis 2009 Szenografie, Medienkunst und Philosophie an der Staatlichen Hochschule für Gestaltung Karlsruhe. Das Studium schloss sie mit dem Diplomfilm „Schneeränder“ ab, der mit dem Nachwuchspreis der Duisburger Filmwoche ausgezeichnet wurde. Danach nahm sie in Buenos Aires am Postgraduierten-Programm „Laboratorio de Cine“ der Universidad Torcuato Di Tella teil. Sie lebte bis 2019 in Argentinien und unterrichtet an verschiedenen Hochschulen und in Kunstinstitutionen in Argentinien und Deutschland.
Bei dem Langfilm „Ricardo Bär“ führte sie Co-Regie. Die Kurzfilme „La mochila perfecta“ und „Tres oraciones sobre la Argentina“ entstanden als Teil des Kollektivfilms „Archivos intervenidos“ im Auftrag des Filmmuseums Buenos Aires. 2016 feierte ihr Filmdebüt „El futuro perfecto“ Premiere auf dem Locarno Film Festival. Er wurde mit dem „Goldenen Leopard“ für den besten Erstlingsfilm ausgezeichnet. Sie präsentierte diesen Film auf mehr als 70 Festivals weltweit, u. a. der Viennale, dem International Film Festival Rotterdam, dem Filmfest Hamburg, dem Festival Internacional de Cine de Mar del Plata, AFI Fest des American Film Institute (Auszeichnung mit dem Grand Jury Award), Montreal International Documentary Festival RIDM und im Museum of Modern Art. Das Projekt „Sleep With Your Eyes Open“ erhielt eine Förderung vom Hubert Bals Fund, ein Stipendium in der Tabakalera San Sebastián und eine Förderung für die Produktion vom brasilianischen Filminstitut.
Die Filme von Nele Wohlatz bewegen sich zwischen Fiktion und Dokumentarfilm. Als Deutsche, die im Ausland nicht in ihrer Muttersprache arbeitet, setzt sie sich mit Kommunikationsformen auseinander und findet zu eigenen Erzählformen. Ihre Filme durchlaufen lange Prozesse, in denen die Recherchen, die Proben und der Dreh sich ineinander verschränken. Wohlatz arbeitet immer wieder mit Laiendarstellern.

## Auszeichnungen (Auswahl)
- 2016: Locarno International Film Festival: Goldener Leopard[5]
- 2017: D’A Barcelona: Critics Award[5]
- 2017: Filmfest Hamburg: mit 10.000 Euro dotierten Sichtwechsel Filmpreis[6]
- 2018: Tabakalera San Sebastián: Residenz-Stipendium at Ikusmira Berriak[5]
- 2020: Villa Aurora, Los Angeles: Stipendium Residenzprogramm[5]
- 2024: FIPRESCI-Preis für Sleep With Your Eyes Open (Bester Beitrag in der Sektion Encounters)[7]

## Filmografie
- 2009: Schneeränder (Mittellanger Dokumentarfilm, Deutschland)
- 2009: Novios del campo (Kurzfilm, Argentinien, in Co-Regie mit Gerardo Naumann)
- 2013: Ricardo Bär (Argentinien, in Co-Regie mit Gerardo Naumann)
- 2014: La mochila perfecta (Kurzfilm, Deutschland, Argentinien)
- 2016: Tres oraciones sobre la Argentina (Argentinien, Teil des Kollektivfilms Archivos Intervenidos: Cine Escuela im Auftrag des argentinischen Filmmuseums)
- 2016: El futuro perfecto (Argentinien)
- 2021: Recife (Kurzfilm, Deutschland)
- 2021:Turista (Kurzfilm, Brasilien, Deutschland)
- 2024: Sleep With Your Eyes Open (Brasilien, Argentinien)

## Ausstellungen (Auswahl)
- 2021/22 Tatsachen und Erzählung. Nele Wohlatz, Kunstverein Hildesheim[2]